# 乌日 (科多尔省)
乌日（法語：Ouges，法語發音：[uʒ]）是法国科多尔省的一个市镇，位于该省东部，省会第戎市区东南，属于第戎区。

## 地理
乌日（47°15'41"N, 5°4'31"E）面积12.1 平方千米，位于法国勃艮第-弗朗什-孔泰大區科多尔省，该省份为法国中东部省份，北起奥布省，西接涅夫勒省和约讷省，南至索恩-卢瓦尔省，东南接汝拉省，东临上索恩省，东北部与上马恩省接壤。
与乌日接壤的市镇（或旧市镇、城区）包括：布勒特尼耶尔、鲁夫尔昂普莱讷、费奈、隆维、讷伊-克里莫卢瓦。
乌日的时区为UTC+01:00、UTC+02:00（夏令时）。

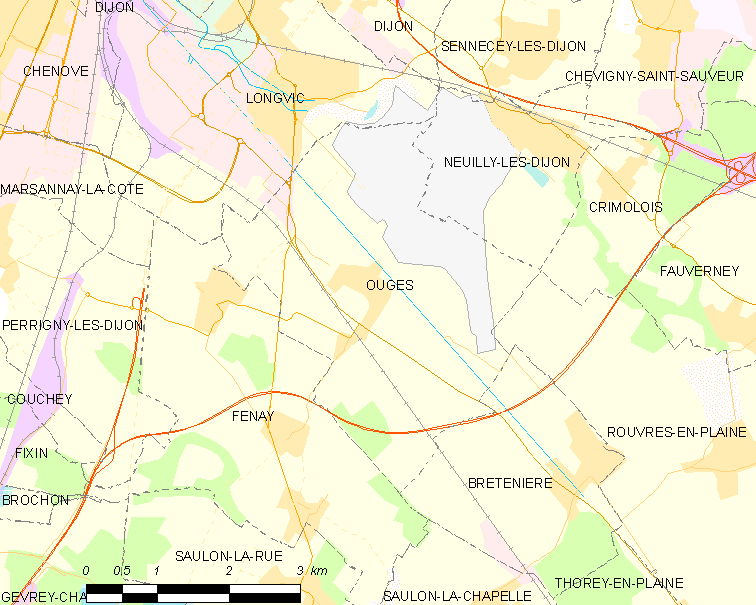
乌日的OSM定位图

## 行政
乌日的邮政编码为21600，INSEE市镇编码为21473。

## 政治
乌日所属的省级选区为隆维县。

## 交通
科多尔省省道D108线、D966线和D968线在境内交汇。

## 人口

1962-2008年间乌日人口变化图示

乌日于2022年1月1日时的人口数量为1505人。